# La Plaine d'Illibéris (kanton)
La Plaine d'Illibéris er en fransk kanton beliggende i departementet Pyrénées-Orientales i regionen Occitanie. Kantonen blev oprettet pr. dekret 26. februar 2014 og er dannet af kommuner fra de nedlagte kantoner La Côte Radieuse (2 kommuner) og Elne (7 kommuner). Kantonen ligger i både Arrondissement Céret og Arrondissement Perpignan. Hovedbyen er Elne. 
Kanton La Plaine d'Illibéris består af 9 kommuner :
- Alénya
- Bages
- Corneilla-del-Vercol
- Elne
- Latour-Bas-Elne
- Montescot
- Ortaffa
- Théza
- Villeneuve-de-la-Raho